# Willem Hendrik van Heemstra (1696-1775)
Willem Hendrik van Heemstra (Dronrijp, 20 juni 1696 - Veenklooster, 18 september 1775) was een Nederlands bestuurder.

## Biografie
Van Heemstra was een zoon van Schelto van Heemstra en Catharina van Scheltinga (1666-1724). Zijn vader was kapitein van de infanterie en vanaf 1702 was hij huisonderwijzer van Johan Willem Friso van Nassau-Dietz. Later werd hij burgemeester van Bolsward. Willem Hendrik werd geboren op de Dotingastate te Dronrijp, alwaar hij gedoopt werd op 21 juni 1696. Hij was petekind van Willem III van Oranje. Willem Hendrik was lid van de adellijke familie Van Heemstra.
Hij studeerde aan de universiteit van Franeker en volgde zijn vader reeds in 1713 op als postmeester-generaal. Hij werd in deze functie opgevolgd door Watze van Glinstra, een neef van zijn vrouw. Samen met Cornelis van Scheltinga dong Van Heemstra naar het grietmanschap van Kollumerland en Nieuwkruisland. Cornelis was getrouwd met een nicht van Willem Hendrik. Twee zonen van Willem Hendrik trouwden met dochters van Cornelis. Hoewel er enig verzet was tegen zijn benoeming, werd Van Heemstra op 1 februari 1743 in dit ambt bevestigd. Hij werd opgevolgd door Martinus van Scheltinga, een zoon van Cornelis van Scheltinga.
Van Heemstra was naast grietman ook Volmacht ten Landsdage namens Kollumerland en Nieuwkruisland van 1743 tot zijn overlijden in 1775. Verder was Van Heemstra onder meer gecommitteerde van de Admiraliteit van Friesland en lid van Gedeputeerde Staten van Friesland.
Via zijn schoonfamilie kwam van Heemstra in in het bezit van de Fogelsanghstate te Veenklooster.

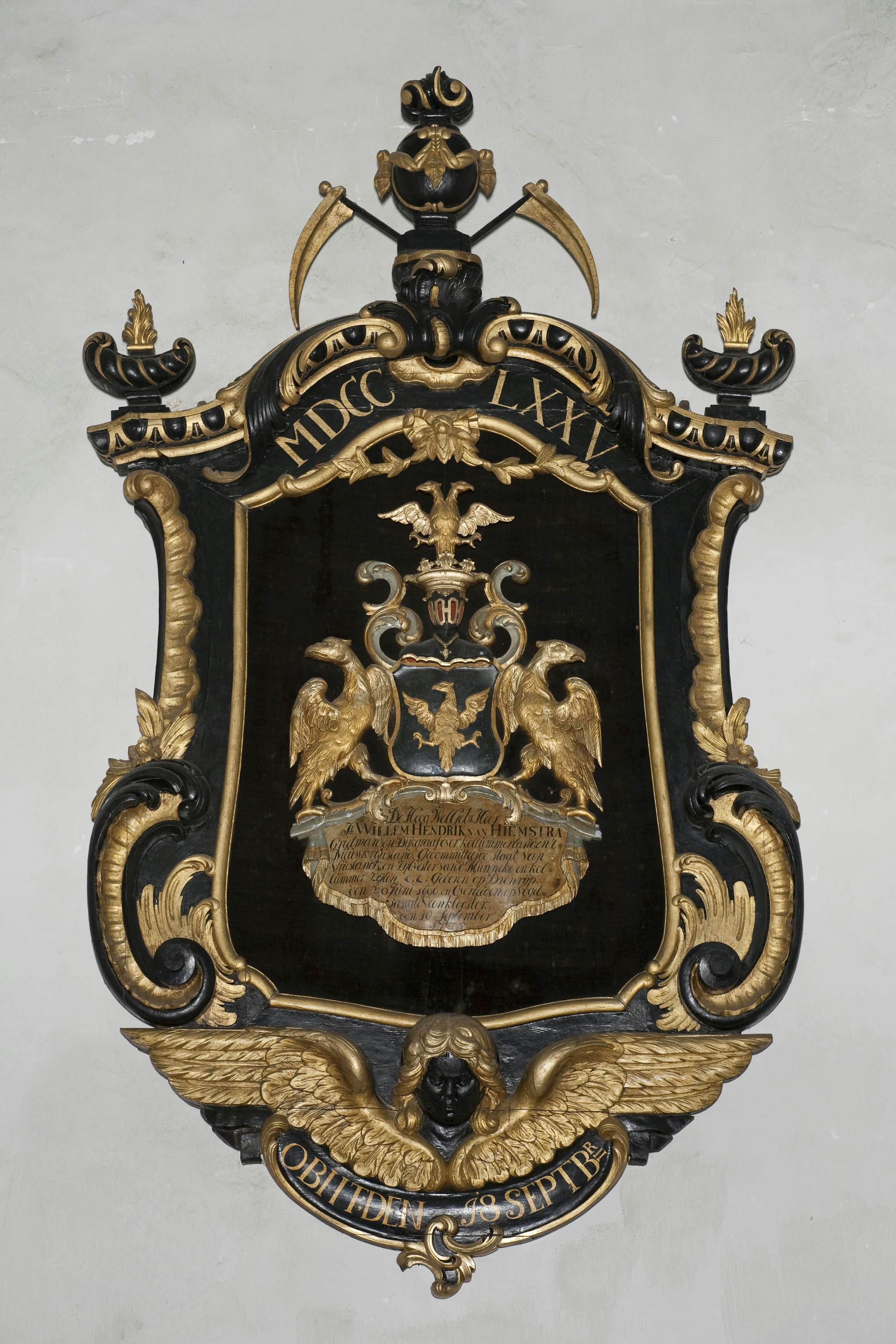
Het rouwbord voor Willem Hendrik van Heemstra in de Mariakerk van Oenkerk.
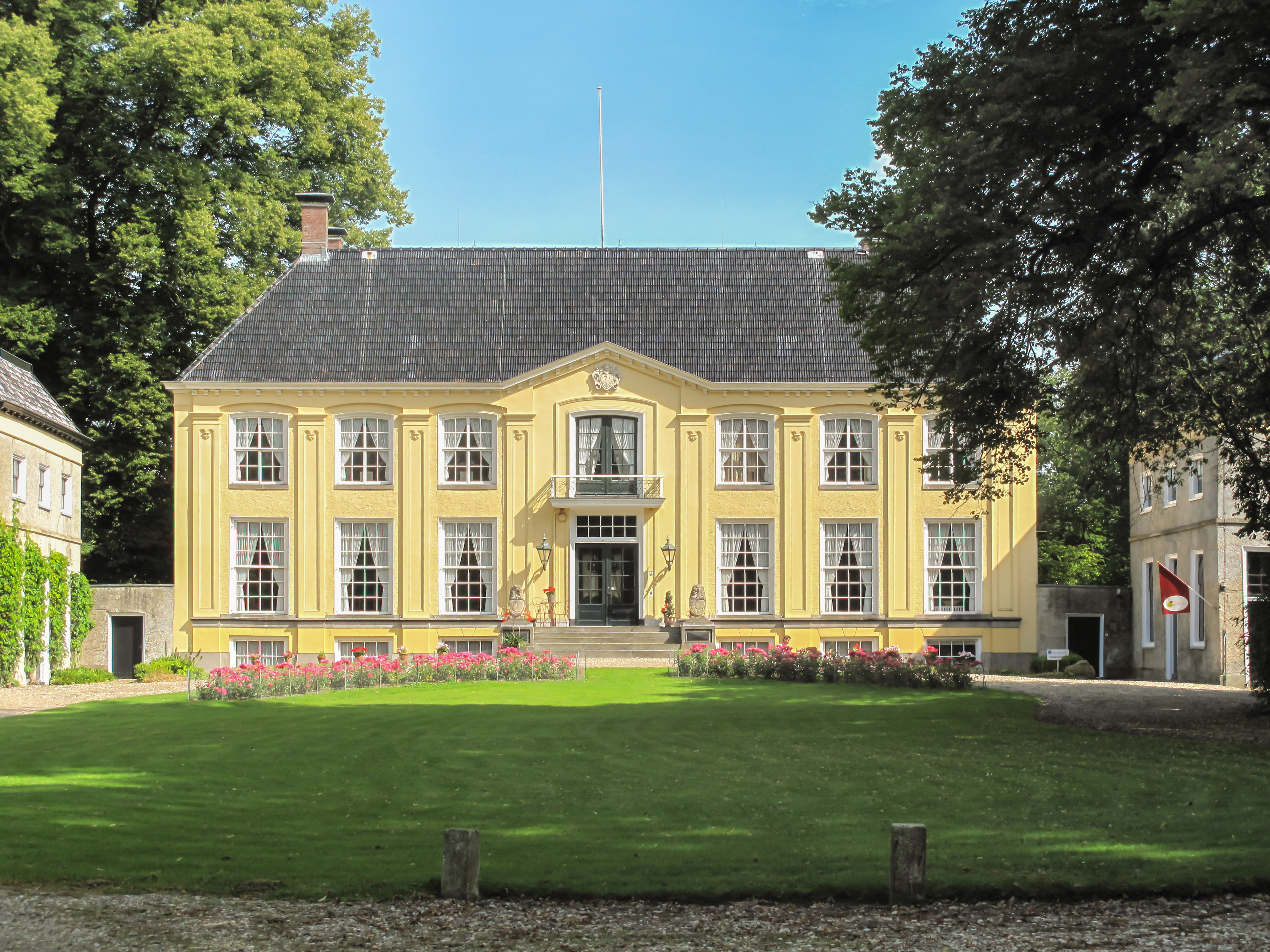
De Fogelsanghstate in Veenklooster waar Van Heemstra van tot zijn overlijden zou wonen.

## Huwelijk en kinderen
Van Heemstra trouwde in 1726 te Bergum met Wija Catharina van Glinstra (1703-1762), dochter van Vincentius van Glinstra en Aurelia Catharina van Scheltinga. Samen kregen zij de volgende kinderen:
1. Feye Jan van Heemstra (1727-1757), was actief als militair.
2. Vincentius van Heemstra (1730-1730), jong overleden.
3. Catharina Maria van Heemstra (1732-1804), trouwde met Maurits Pico Diederik van Sytzama, commissaris-generaal van financiën.
4. Vincentius van Heemstra (1734-1734), jong overleden
5. Vincentius van Heemstra (1736-1755).
6. Schelte van Heemstra (1738-1803), trouwde met Wiskje van Scheltinga. Hij was orangist en moest daarom uitwijken naar Emden.
7. Hector Livius van Heemstra (1740-1783), trouwde met Lucia Catharina van Scheltinga. Hij erfde de Fogelsanghstate.

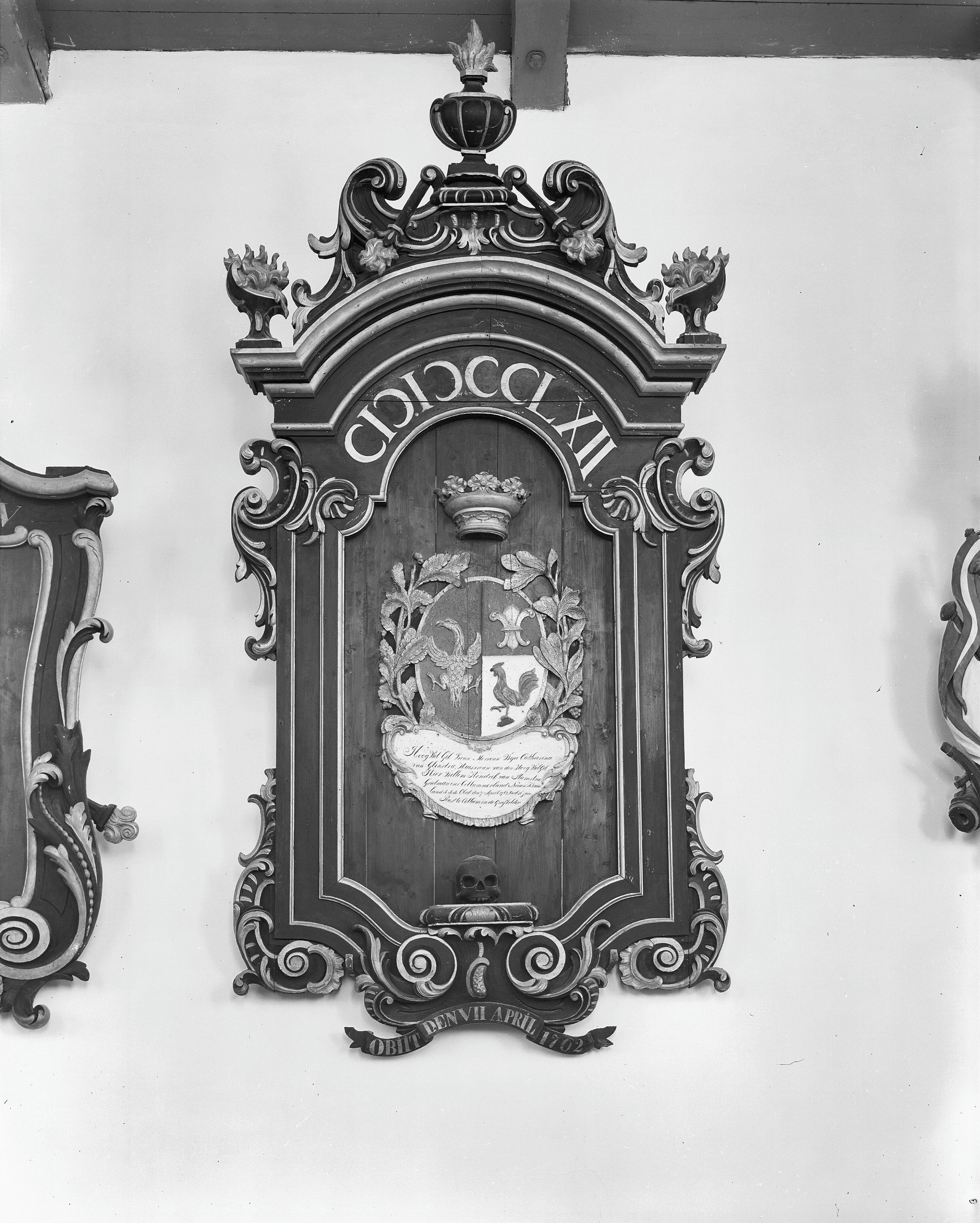
Het rouwbord voor Wija Catharina van Glinstra in de kerk van Oudwoude.
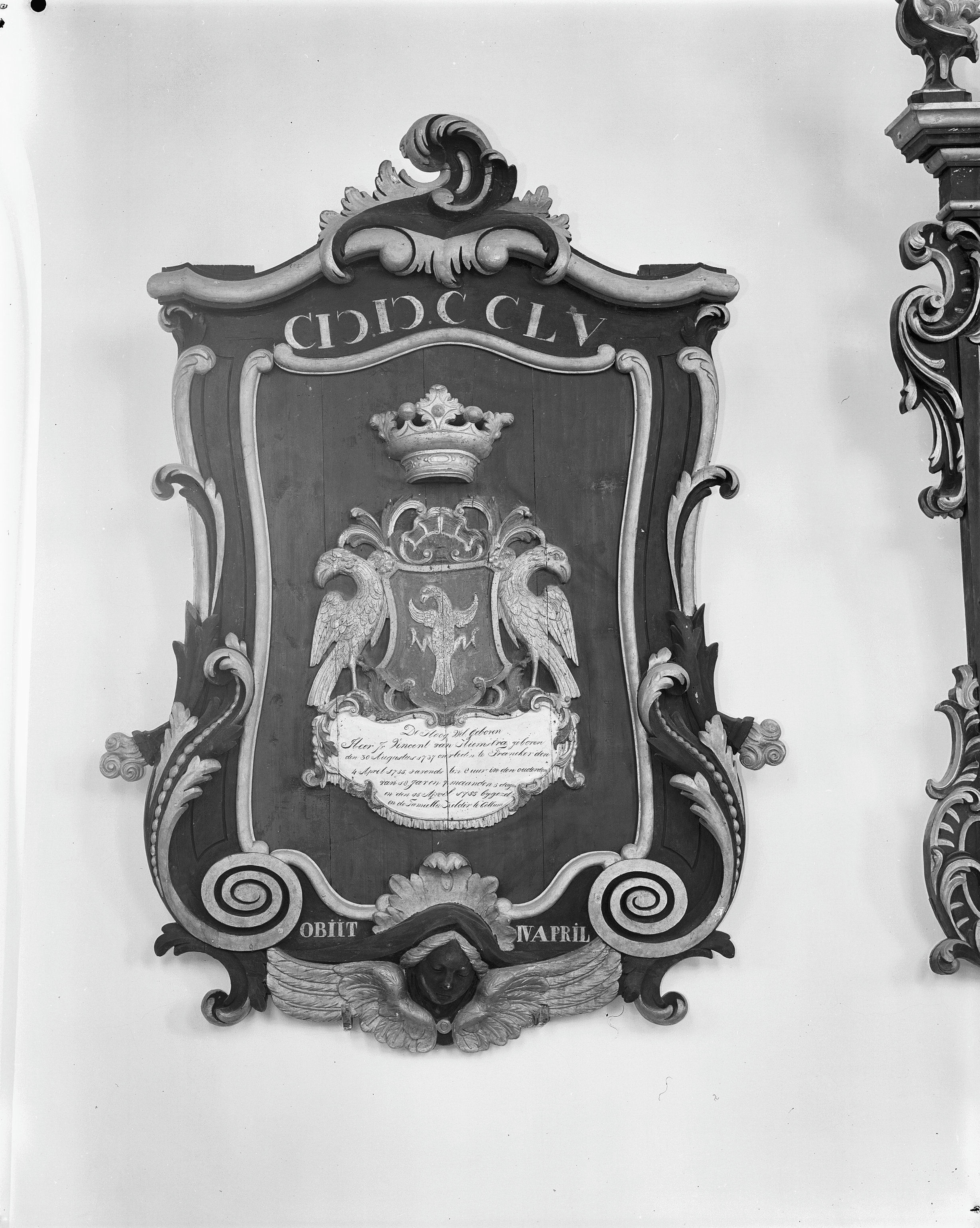
Het rouwbord voor Vincentius van Heemstra in de kerk van Oudwoude.
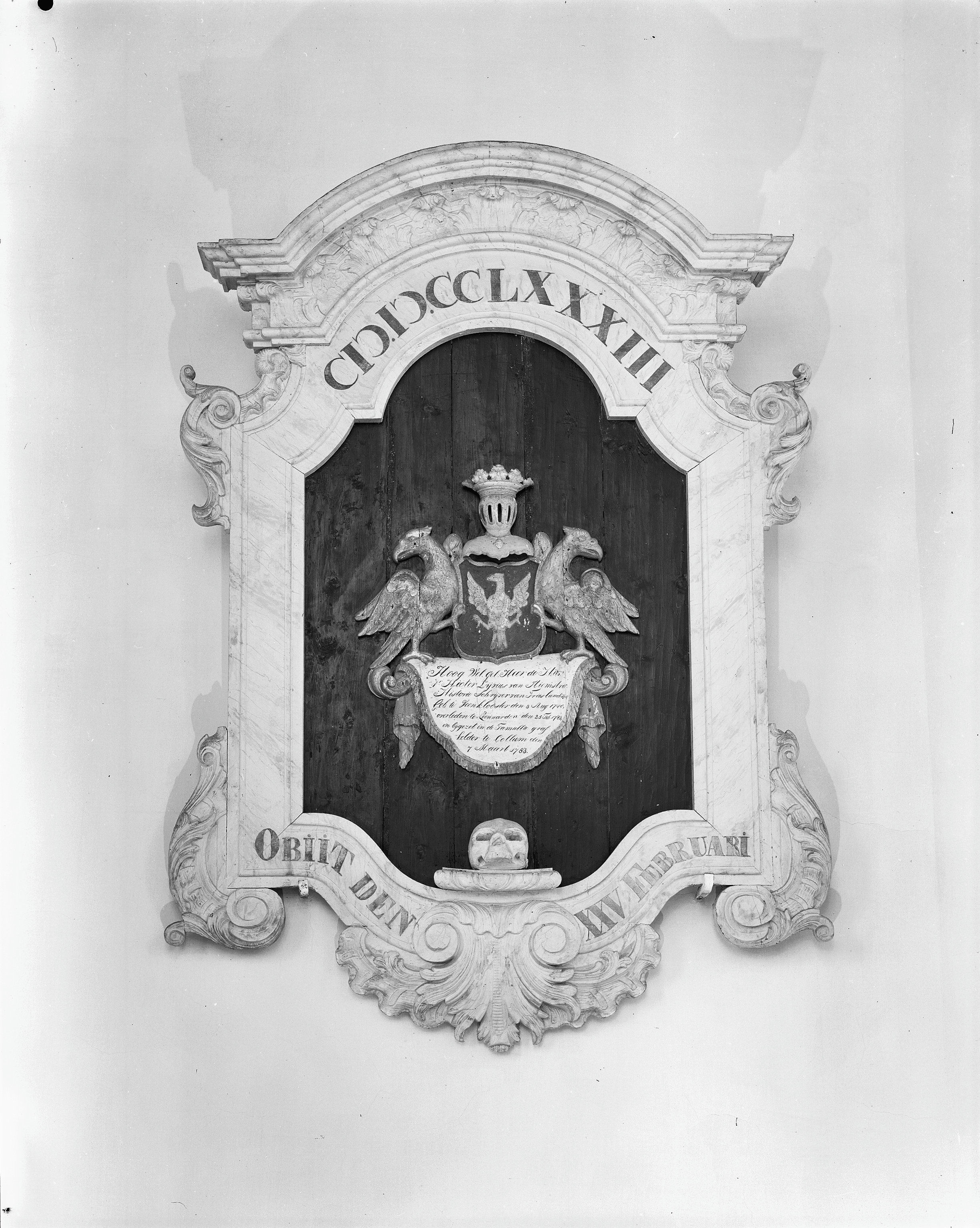
Het rouwbord voor Hector Livius van Heemstra in de kerk van Oudwoude.